# Gerard Van Caelenberge

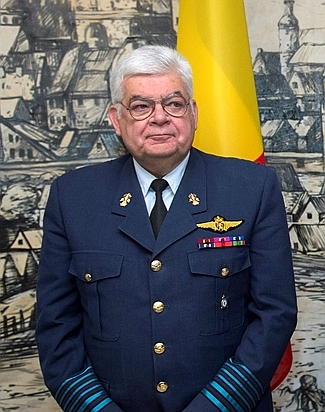
Gérard Van Caelenberge (2015)

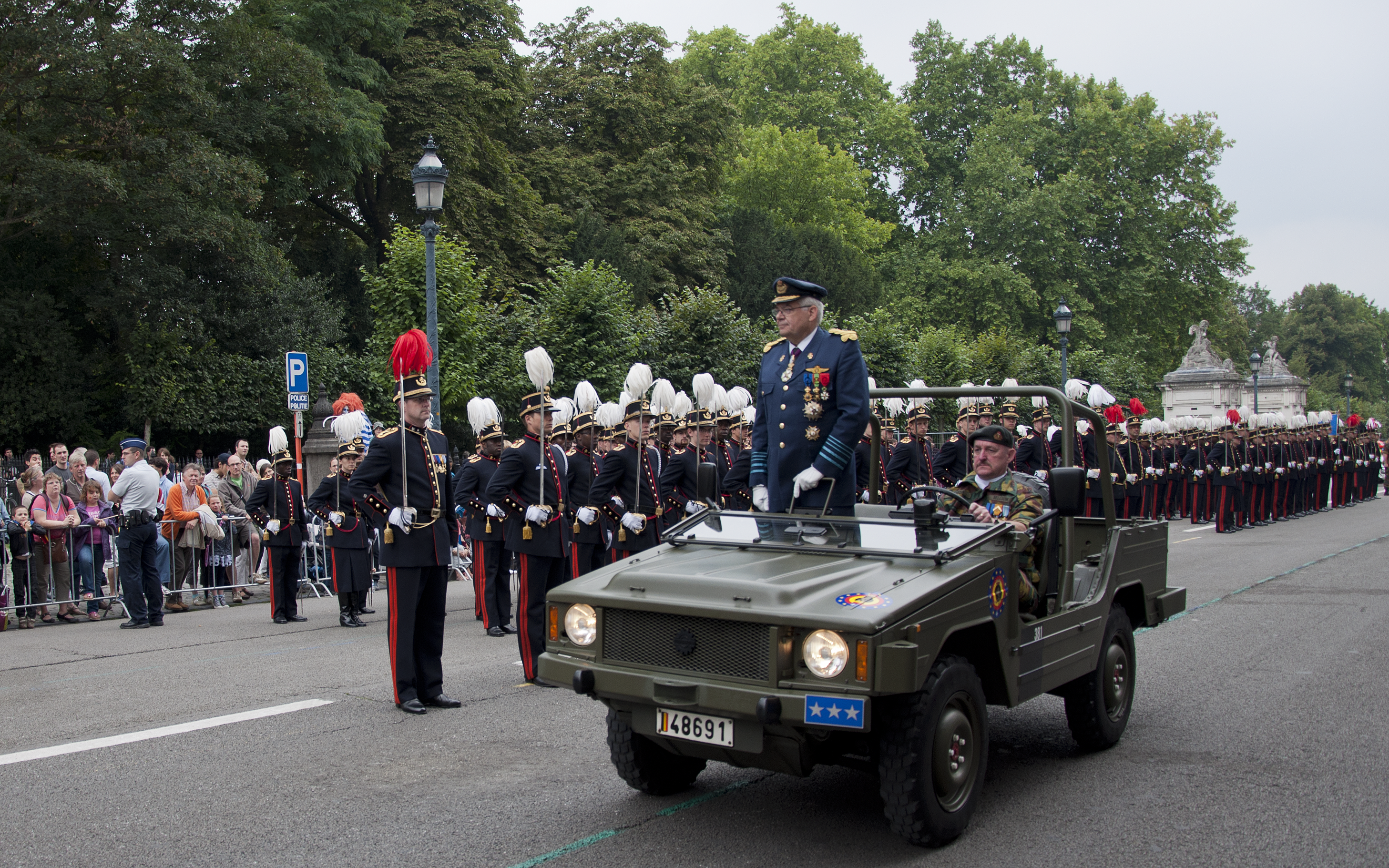
Gerard Van Caelenberge bei einer Militärparade im Jahr 2011

Gerard Van Caelenberge (* 6. September 1952) ist ein ehemaliger belgischer General. Von 2012 bis 2016 war er Befehlshaber der Belgischen Streitkräfte.

## Leben
Gerard Van Caelenberge wurde am 6. September 1952 in der belgischen Hafenstadt Antwerpen geboren. Nach seiner Schulausbildung im Sint-Michielscollege (Collège Saint Michel - Secondary school) in Brasschaat und Lier schloss er sich den Streitkräften seines Heimatlandes an. Von 1970 bis 1975 war er Teil der  polytechnic division at the Royal Military Academy. Der General ist verheiratet und Vater zweier Töchter.

## Militärische Laufbahn
Nach verschiedenen Stationen bei den Belgischen Luftstreitkräften, wurde er am 21. Juli 2009 auf den Posten des stellvertretenden Chef des Generalstabs berufen. Zum 30. März 2012 übernahm er, zunächst kommissarisch, die Aufgaben des Generalstabschef. Am 13. Juli wurde er offiziell auf diesem Posten bestätigt und zum General befördert. Im Juli 2016 wurde Van Caelenberge in den Ruhestand versetzt und von Marc Compernol abgelöst.